# Єрмаков Сергій Іванович
Сергій Іванович Єрмаков (нар. 28 лютого 1956) — радянський та український футболіст, захисник, зараз — дитячий тренер. Майстер спорту СРСР.

## Життєпис
Сергій Єрмаков народився 28 лютого 1956 року. Вихованець житомирського «Автомобіліста», перший тренер — І. Водоп'янов. Професіональну кар'єру розпочав у 1976 році в дорослій команді клубу, яка виступала в Другій лізі чемпіонату СРСР. Того року зіграв у чемпіонаті лише 1 поєдинок. У 1977 році житомирський клуб змінив назву на «Спартак», а Сергій став гравцем основної обойми. Кольори житомирського «Спартака» захищав до 1987 року, за цей час у чемпіонаті СРСР зіграв 362 матчі та відзначився 16-ма голами.
У 1992 році повернувся до «Хіміка» (саме під цією назвою житомирське «Полісся» виступало на зорі незалежності України). У першій лізі не грав, натомість зіграв 1 поєдинок у кубку України. 1 серпня 1992 року у 1/32 фіналу допоміг своїй команді на виїзді розгромити «Папірник» (Понінка). Єрмаков вийшов у стартовому складі, а на 75-ій хвилині його замінив Ігор Пурцакін. Того ж року зіграв 1 матч у складі аматорського клубу «Керамік» (Баранівка). Після чого перейшов до аматорського клубу «Крок» (Житомир), кольори якого захищав до 1995 року. За цей час у футболці житомирського клубу зіграв 4 матчі в кубку України.
Зараз працює старшим тренером-викладачем у ДЮСШ «Полісся» (Житомир) у командах 1999 та 2009 років народження.